# Maenan

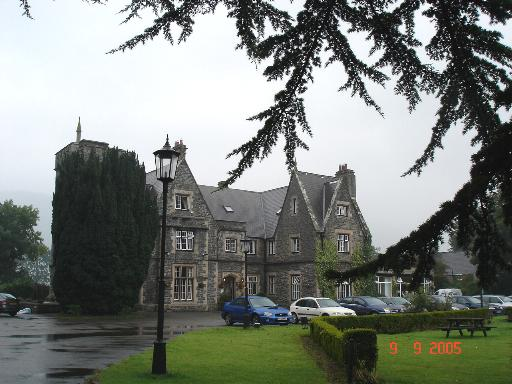
Maenan Abbey

Maenan ist ein Dorf in Nordwales. Maenan liegt unmittelbar am Snowdonia-Nationalpark und ist 23 Kilometer von der Insel Anglesey entfernt (Luftlinie). Der Zensus ergab im dünn besiedelten Dorf eine Einwohnerzahl von ungefähr 300.

## Bevölkerung
Der Zensus 2001 zählte die Bevölkerung von Maenan und Llanddoged zusammen. Die Einwohnerzahl betrug damals 574, ein Zuwachs von 72 Personen im Vergleich zu 1991. 70 % der Bewohner sind in Wales geboren, und knapp der gleiche Anteil der Einwohner beherrscht die Walisische Sprache.

## Persönlichkeiten
- Mary Vaughan Jones, eine walisische Kinderbuchautorin

## Verkehr
Maenan verfügt über eine Bushaltestelle. Der nächstgelegene Bahnhof befindet sich im nordöstlich gelegenen Dorf Dolgarrog.
Die A470 verläuft durch Maenan.

## Religion
84 % der Bevölkerung von Maenan und Llanddoged ist christlich. Für sie stehen zwei Kapellen zur Verfügung:
- Tan-Soar-Kapelle
- Salem-Kapelle

## Benachbarte Dörfer
| Dolgarrog 2 km | Caerhun 5 km                                | Eglwysbach 4,5 km |
| Bethesda 16 km | Kompassrose, die auf Nachbargemeinden zeigt | Llangernyw 9 km   |
| Trefriw 3 km   | Llanrwst 4 km                               | Llanddoged 2,5 km |

## Bildung

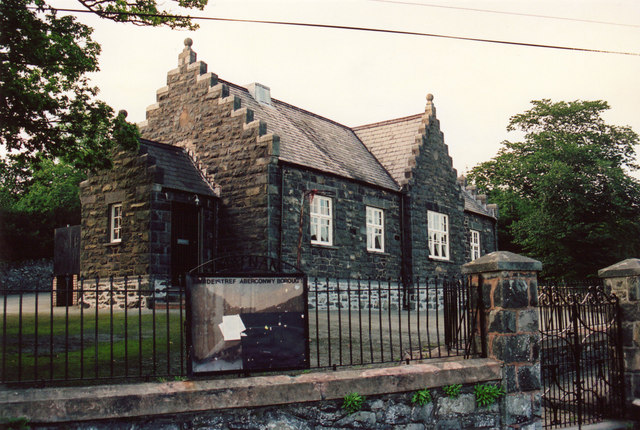
Ehemalige Grundschule von Maenan

Es gab einst die Grundschule Ysgol Maenan, welche jedoch in den frühen 1990er Jahren geschlossen wurde. Allerdings befinden sich Grundschulen in den benachbarten Dörfern Llanddoged und Eglwysbach. Eine weiterführende Schule gibt es in Ysgol Dyffryn Conwy.